# Густав Наан
Густав Наан (Густав Йоганнович Наан; ест. Gustav Naan; 17 травня 1919 — 12 січня 1994) — радянський естонський філософ, фізик і космолог, академік АН Естонської РСР (1951).

## Біографія
Народився в селі біля Владивостока в сім'ї естонських переселенців. Учасник Німецько-радянської війни, член КПРС з 1943. Закінчив Ленінградський університет у 1941 і Вищу партійну школу в Москві в 1946. Після війни повернувся до Естонії, опублікував у 1947 книгу «Реакційна сутність ідеології естонських буржуазних націоналістів», написаний в сталінському дусі. Директор Інституту історії АН Естонської РСР (1950–1951), віце-президент АН ЕРСР (1951–1964).
Основні праці присвячені космології і філософським проблемам астрономії. У 1964 висловив гіпотезу симетричного Всесвіту, згідно з якою поряд зі звичайним світом існує антисвіт. Зв'язок між цими світами здійснюється через нещодавно виявлені пекулярні об'єкти — квазари, квазізоряні галактики, колапсуючі або антиколлапсуючі зірки. Наан ототожнив область з негативною радіальною координатою з антисвіту, для якого фізичні закони такі ж, як і в звичайному світі, але час тече в зворотному напрямку, а простір зазнає дзеркальне відображення. Просторово-часова топологія Всесвіту, за Нааном, неоднозначна як за напрямком, так і за часом, поверхня не орієнтується, сильно ускладнюються поняття минулого і майбутнього. У цьому випадку втрачає смисл і теорія про збільшення ентропії, іншими словами, не діє термодинамічний парадокс теплової смерті.
З 1966 по 1989 головний редактор «Естонської радянської енциклопедії». У роки Перебудови підтримував Інтернаціональний фронт ЕССР, виступив проти суверенітету Естонії.
У 2008 режисер Мерле Карусоо поставила в Естонському театрі драми спектакль «Сигма-Тау С705» за п'єсою Енна Ветемаа і Еркі Аулі «Блиск і злидні академіка Наана».

## Виноски
1. ↑  Антс Вийрес История Эстонии в сталинских тисках[недоступне посилання з квітня 2019]
2. ↑  http://www.biografija.ru/show_bio.aspx?id=92702 [Архівовано 12 грудня 2010 у Wayback Machine.] / Густав Наан. Симметричная Вселенная. Публикация Тартуской астрономической обсерватории. Том XXXIV, 1964.
3. ↑  Сборник «Анатомия независимости» (PDF). Архів оригіналу (PDF) за 20 липня 2011. Процитовано 4 квітня 2011.
4. ↑  Стаття Наана «С ног на голову», опубликівана в газеті Правда 23 листопада 1988
5. ↑  http://magazines.russ.ru/druzhba/2009/4/tu26.html [Архівовано 10 листопада 2013 у Wayback Machine.].